# Jean-Claude Nicolas Forestier
Jean-Claude Nicolas Forestier (Aix-les-Bains, 1861. január 9. – Párizs, 1930. október 30.) francia tájépítész és várostervező.
Sokat dolgozott külföldön is, így Kubában, Argentínában  és Spanyolországban is.

## Életpályája
Adolphe Alphandnál tanult. Párizs sétaútjainak konzervátora volt. Vincennesben egy arborétumot tervezett, majd az Eiffel-torony körüli parkosítás felügyelőjeként működött. 1925-től 5 éven át Havannában élt, ahol a helyi építészekkel és tájkertészekkel együttműködésben dolgozott. Megpróbált harmonikus egyensúlyt teremteni Havanna épületei és trópusi környezete között. Tevékenysége nagy hatással volt Havanna várostervezésére. 1929-ben, a nagy gazdasági világválság kitörése után, elgondolásainak megvalósítására már nem volt elég pénz. 
Más ország számára is dolgozott. Buens Aires számára urbanisztikai terveket készített. Spanyolországban ő tervezte Sevillában a Maria Luisa parkot és Rondában a La Casa del Rey Moro kertjeit.

## Emlékezete
Barcelonában emléktábla és utcanév őrzi az emlékét.

## Írásai
- FORESTIER Jean Claude Nicolas, Grandes villes et systèmes de parcs, Paris, Hachette, 1908, 50p.
- FORESTIER Jean Claude Nicolas, Grandes villes et systèmes de parcs, Paris, Norma, rééd. du texte de 1908 présentée par B. Leclerc et S. Tarrago, 1997, 383p.
- FORESTIER Jean Claude Nicolas, Jardins, carnet de plans et de croquis, Paris, Ed Picard, 1994.
- LECLERC Bénédicte, Jean Claude Nicolas FORESTIER,1861-1930, du Jardin au paysage urbain, Paris, Ed Picard, 2000, 283p.
- LECLERC Bénédicte, Jean Claude Nicolas FORESTIER,1861-1930, La science des jardins au service de l’art urbain, Revue Pages Paysages, N°2, 1988–89, p24-29.
- LECLERC Bénédicte, Jardin, Paysage, urbanisme : la mission de Jean C-N Forestier au Maroc en 1913, Nancy, Ed Ecole d’architecture de Nancy, 1993, s-p.
- LE DANTEC Jean-Pierre, Le Sauvage et le régulier. Art des jardins et paysagisme en France au XXième siècle, Paris, Ed du Moniteur, 2002, p93 à 101.

## Fordítás
- Ez a szócikk részben vagy egészben  a   Jean-Claude Nicolas Forestier című angol Wikipédia-szócikk fordításán alapul.  Az eredeti cikk szerkesztőit annak laptörténete sorolja fel. Ez a jelzés csupán a megfogalmazás eredetét és a szerzői jogokat jelzi, nem szolgál a cikkben szereplő információk forrásmegjelöléseként.